# Asplenium loxocarpum
Asplenium loxocarpum är en svartbräkenväxtart som beskrevs av Edwin Bingham Copeland. Asplenium loxocarpum ingår i släktet Asplenium och familjen Aspleniaceae. Inga underarter finns listade.